# Заболотский, Алексей Агафонович
Алексе́й Агафо́нович Заболо́тский (1 января 1864, Красная Гора, Уржумский уезд, Вятская губерния, Российская империя ― 14 августа 1929, Вятка, РСФСР, СССР) ― русский советский деятель сельского хозяйства, агроном. Герой Труда (1924). Отец русского советского поэта Н. А. Заболоцкого.

## Биография
Родился в 1864 году в деревне Мальково (ныне Уржумского района Кировской области) в семье лесного объездчика, отставного унтер-офицера.
Сначала окончил двухклассное училище в п. Сернуре Уржумского уезда Вятской губернии, а в 1879 году – Уржумское сельскохозяйственное училище Вятской губернии. В 1879 году переехал в Казань, в 1886 году окончил Казанское земледельческое училище. После окончания этого училища стал работать на одной из показательных земских ферм в окрестностях Казани, где проработал в общей сложности около 20 лет.
В 1900–1909 годах был управляющим фермой в Каймарской волости Казанской губернии.
В 1910–1917 годах работал участковым агрономом в п. Сернур (земская Епифаньевская ферма), затем заведовал совхозами в Уржумском уезде Вятской губернии / РСФСР. Как специалист преуспел в пропаганде многопольного севооборота, подтверждением чему стал суд над трёхпольем («Трёхполье расстрелять!»), который устроила в 1924 году Русско-Шойская комсомольская ячейка Куженерского района Марийской автономной области.
В 1924 году ему было присвоено звание «Герой Труда».
После смерти жены в 1926 году переехал в Вятку, где и скончался 14 августа 1929 года.

## Семья
Сын — русский советский поэт Н. А. Заболоцкий (фамилия была изменена им с «-тс» на «-ц» со вступлением на литературный путь в 1925 году). 

## Звания
- Герой Труда (1924)[Комм. 1][2]

## Комментарии
1. 1 2 3 4  не путать с почётным званием «Герой Труда» ( 1928—1938)